# Signor Giovanni
 (juillet 2020).
Si vous disposez d'ouvrages ou d'articles de référence ou si vous connaissez des sites web de qualité traitant du thème abordé ici, merci de compléter l'article en donnant les références utiles à sa vérifiabilité et en les liant à la section « Notes et références ».
Signor Giovanni est un ouvrage littéraire de Dominique Fernandez, publié en 1981.
L'auteur s'y livre à une enquête sur le meurtre mystérieux de l'érudit et l'archéologue allemand Winckelmann, poignardé à Trieste, le 8 juin 1768, dans son hôtel, alors qu'il retournait de Vienne à Rome, par son voisin de chambre Francesco Arcangeli, à qui il avait eu l'imprudence de montrer à des monnaies d'or et d'argent reçues en cadeau de l'Impératrice Marie-Thérèse.
La cupidité est-elle le seul mobile de ce meurtre ? La passion avouée de Winckelmann pour les Apollon de l'art grec cacherait-elle une autre passion, cette fois non avouée, pour les jeunes garçons ?